# Ust'-Išimskij rajon
L'Ust'-Išimskij rajon (in russo Усть-Ишимский район?) è un rajon dell'Oblast' di Omsk, nella Russia asiatica; il capoluogo è Ust'-Išim. Istituito nel 1924, ricopre una superficie di 7.900 chilometri quadrati e consta di una popolazione di circa 14.000 abitanti.